# Squalicorax
Requin-corbeau
Genre
Squalicorax, également connu sous le nom de « requin-corbeau » (nom d'où provient son étymologie), est un genre fossile de requins lamniformes ayant vécu durant le Crétacé. Le genre eu une distribution mondiale durant le Crétacé supérieur. Plusieurs espèces de Squalicorax autrefois considérées comme valides sont désormais vues comme étant des taxons poubelles en raison de similitudes morphologiques au niveau des dents.

## Classification
Le genre Squalicorax est décrit en 1939 par le paléontologue et ichtyologiste australien Gilbert Percy Whitley,.

### Fossiles
Selon Paleobiology Database en 2023, le nombre de collections de fossiles est de 318 pour 467 occurrences.
Celles-ci datent de l'Albien supérieur du Crétacé inférieur au Maastrichtien inférieur du Crétacé supérieur,,

## Historique
Le nom de genre Squalicorax vient du latin squalus, « requin », et du grec κόραξ / korax, « corbeau », ce qui donne littéralement « requin-corbeau ».
Le fossile semi-articulé le plus grand et le plus complet au monde de Squalicorax fut trouvé en 2014 dans les magasins du Centre canadien de découverte des fossiles (en) à Morden, dans le Manitoba, où il était conservé depuis 1975 sans jamais avoir été décrit. Il mesure plus de 3 m de long.

## Description

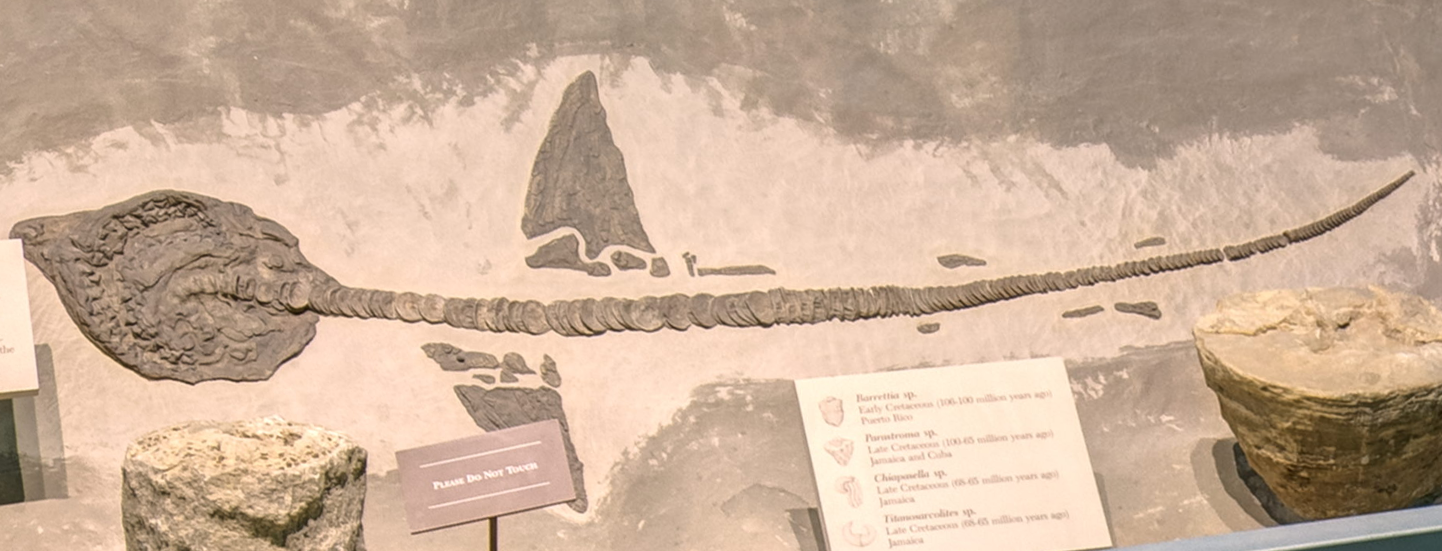
USNM 425665, un squelette presque complet de S. falcatus anciennement exposé au musée national d'histoire naturelle des États-Unis.

Squalicorax est un requin de taille moyenne, mesurant généralement environ entre 1,8 et 3 m de long. Le plus grand spécimen de S. pristodontus, SDSM 47683, est significativement plus grand, mesurant jusqu'à 4,8 m de long.
L'animal possède un corps similaire à celui du requin gris de récif actuel, mais la forme des dents est étonnamment similaire à celle d'un requin-tigre. Les dents sont nombreuses, relativement petites, avec une couronne incurvée et dentelée, atteignant entre 2,5 et 3 cm de hauteur. Un grand nombre de dents fossiles ont été trouvées en Europe, en Afrique du Nord et en Amérique du Nord. Squalicorax est l'un des trois lamniformes du Crétacé à recueillir des dentelures avec Pseudocorax et Galeocorax (en).
Squalicorax était un prédateur côtier, mais également un charognard, comme en témoigne une dent de Squalicorax trouvée incrustée dans l'os métatarsien (pied) d'un dinosaure hadrosauridé qui est très probablement mort sur terre et s'est retrouvé dans l'eau. Les autres sources de nourriture comprenaient les tortues, les mosasaures, les ichtyodectidés et d'autres poissons osseux et créatures marines. Des marques de dents de ce requin ont également été trouvées sur les os d'un Pteranodon, mais on ignore si le requin a activement attrapé de si gros ptérosaures dans une embuscade, attaqué alors que l'animal plongeait après une proie ou s'il était simplement en train de charogner.

## Liste des espèces
D'après Paleobiology Database, ce genre comprend les espèces suivantes :
- † Squalicorax curvatus Williston, 1900
- † Squalicorax dalinkevichiusi  Glikman & Shvazhaite, 1971
- † Squalicorax falcatus  Agassiz, 1843
- † Squalicorax kaupi  Agassiz, 1843
- † Squalicorax primaevus  Dalinkevicius, 1935
- † Squalicorax primigenius  Landemaine, 1991
- † Squalicorax pristodontus  Agassiz, 1843
- † Squalicorax volgensis  Glikman, 1971

## Galerie

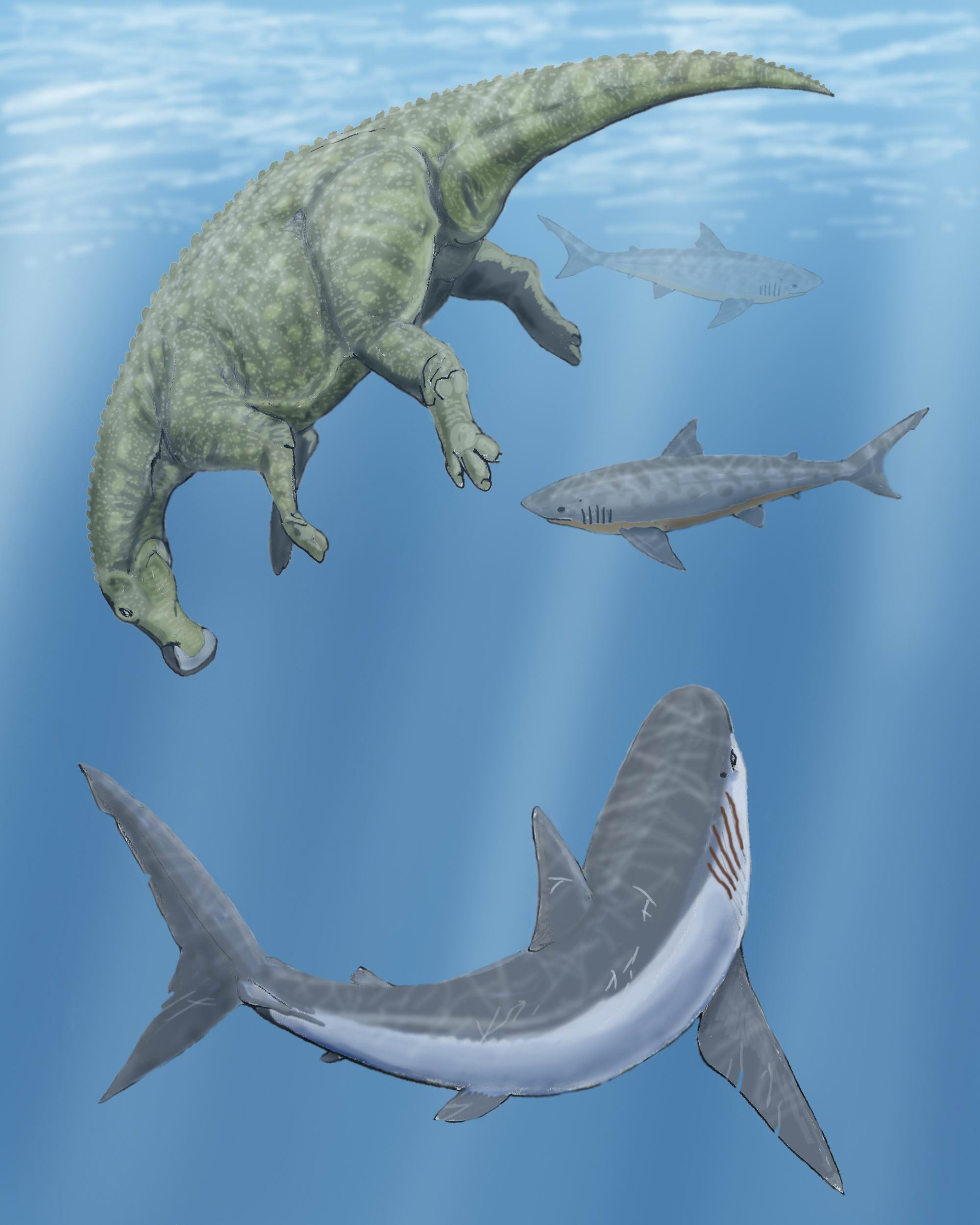
Reconstitution par Dimitri Bogdanov d'un Cretoxyrhina et de deux Squalicorax tournant autour d'un Claosaurus mort.
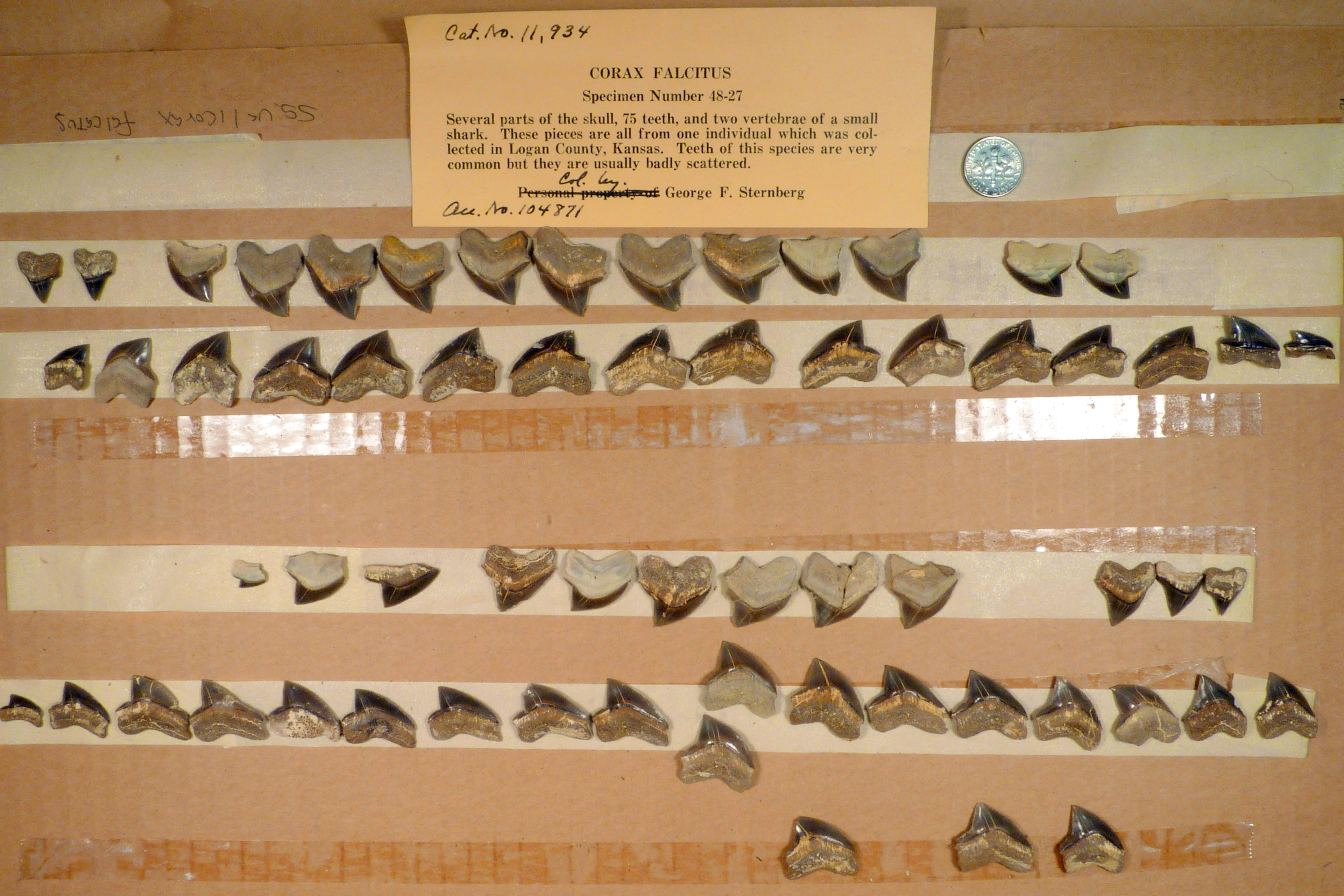
Dents fossiles de S. falcatus provenant du Kansas.
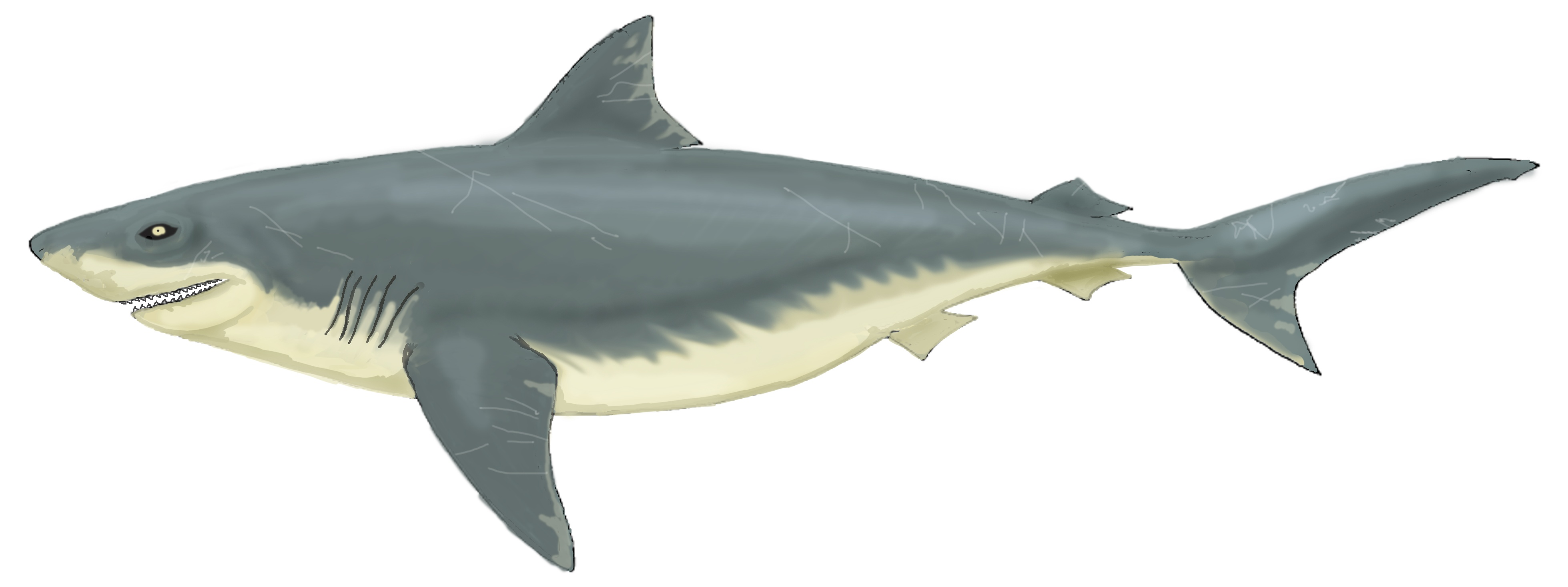
Reconstitution par Dimitri Bogdanov d'un S. falcatus.
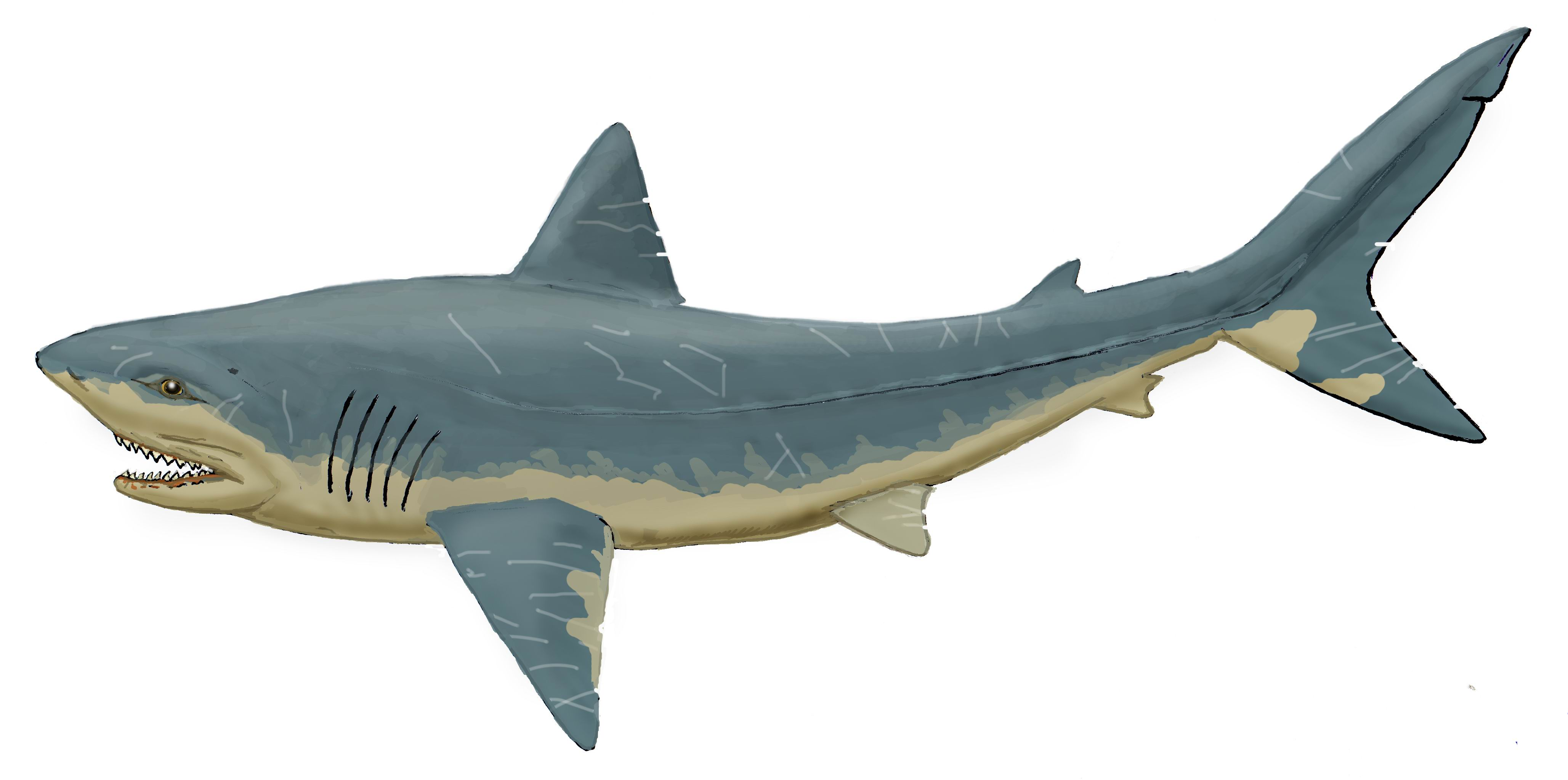
Reconstitution par Dimitri Bogdanov d'un Squalicorax sp.